# Rio Mamuaba
O rio Mamuaba é um rio brasileiro que banha o litoral do estado da Paraíba.